# 詹姆士·雷瑪
詹姆斯·瑞馬（英語：William James Remar，1953年12月31日—）是美國的一位演員和配音演員。他最著名的作品包括在《慾望城市》中飾演Richard。他還出演過《吸血鬼日記》等電視劇。